# Singoli al numero uno nella Billboard Hot 100 nel 1999

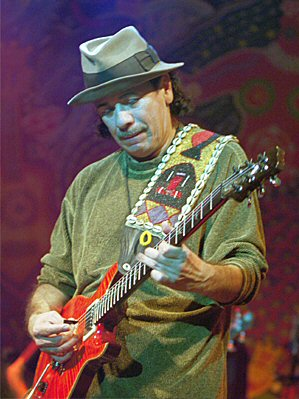
Smooth, dei Santana in collaborazione con Rob Thomas, ha speso 10 settimane consecutive alla prima posizione della Hot 100 nel 1999, alle quali si aggiungono altre due nelle prime due settimane del 2000, per un totale di 12 settimane consecutive, divenendo il brano con la più lunga permanenza alla vetta della classifica del 1999.

Di seguito è riportata la lista dei singoli al numero uno nella Billboard Hot 100 nel 1999.
La Billboard Hot 100 è una classifica musicale che considera le canzoni più di successo negli Stati Uniti. I dati sono redatti dalla compagnia Nielsen SoundScan, prendendo in considerazione le vendite fisiche e i passaggi radiofonici di ogni singolo e, in seguito, la classifica finale viene pubblicata settimanalmente dalla rivista Billboard.
17 artisti hanno raggiunto la numero uno della Hot 100 durante il 1999, dei quali undici — Britney Spears, Ricky Martin, Jennifer Lopez, le Destiny's Child, Dru Hill, Kool Moe Dee, Christina Aguilera, Enrique Iglesias, Jay-Z, Santana e Rob Thomas — hanno ottenuto la prima numero uno della carriera. Le TLC sono le uniche artiste ad aver ottenuto più di un singolo numero uno durante l'anno, con due. 
Smooth, dei Santana featuring Rob Thomas, è stato il brano con la più lunga permanenza in vetta alla classifica dell'anno, con 10 settimane consecutive. La canzone avrebbe poi speso altre due settimane alla prima posizione nelle prime due pubblicazioni del 2000, per un totale di 12 settimane consecutive.

## Hot 100

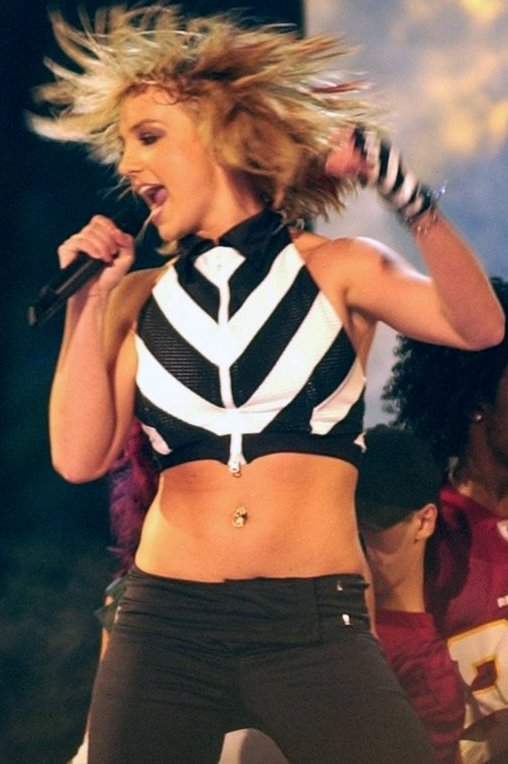
Britney Spears ha ottenuto la sua prima numero uno con ...Baby One More Time.

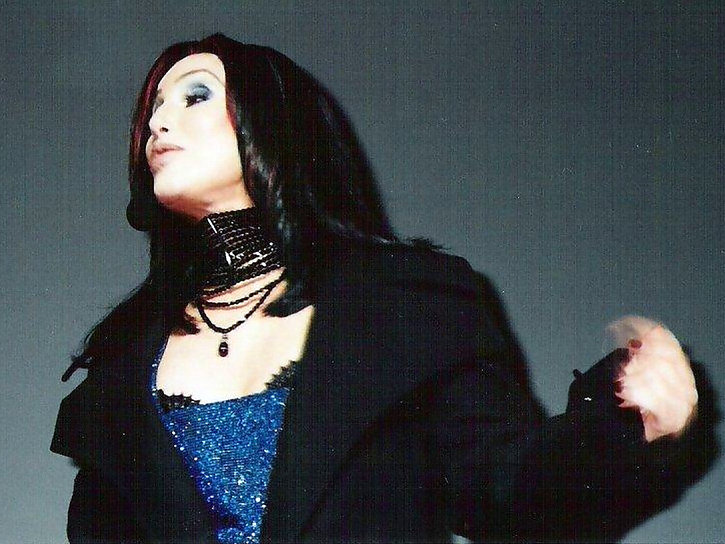
Cher ha ottenuto la sua prima numero uno con il singolo Believe, quinta in totale, dal 1974, divenendo all'epoca l'artista donna più anziana di sempre ad aver raggiunto la vetta.

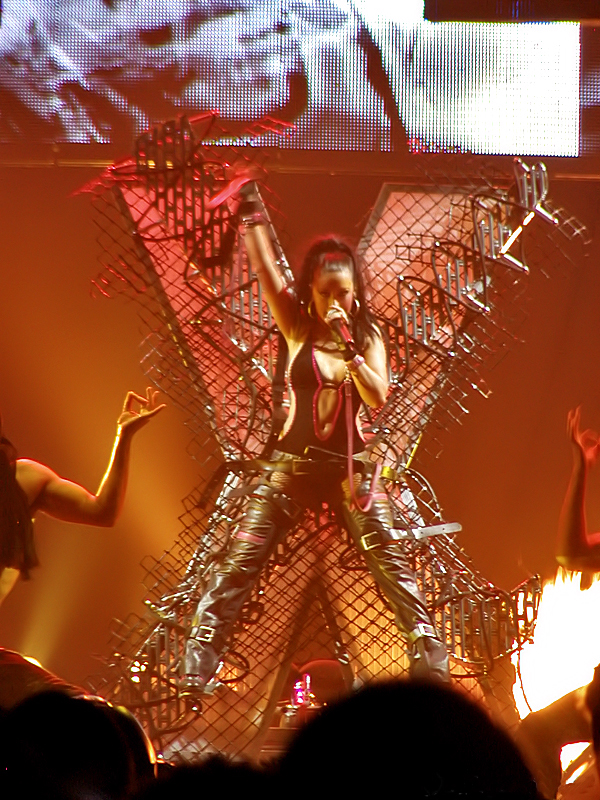
La cantante statunitense Christina Aguilera ottenne la sua prima numero uno con il singolo Genie in a Bottle.

| † | Indica la canzone con le migliori prestazioni del 1999 |

| Data         | Brano                 | Artista                                      | Totale settimane al numero 1 | Fonti         |
| ------------ | --------------------- | -------------------------------------------- | ---------------------------- | ------------- |
| 2 gennaio    | I'm Your Angel        | Céline Dion & R. Kelly                       | 6                            | [ 3 ]         |
| 9 gennaio    | I'm Your Angel        | Céline Dion & R. Kelly                       | 6                            | [ 4 ]         |
| 16 gennaio   | Have You Ever?        | Brandy                                       | 2                            | [ 5 ]         |
| 23 gennaio   | Have You Ever?        | Brandy                                       | 2                            | [ 6 ]         |
| 30 gennaio   | ...Baby One More Time | Britney Spears                               | 2                            | [ 7 ]         |
| 6 febbraio   | ...Baby One More Time | Britney Spears                               | 2                            | [ 8 ]         |
| 13 febbraio  | Angel of Mine         | Monica                                       | 4                            | [ 9 ]         |
| 20 febbraio  | Angel of Mine         | Monica                                       | 4                            | [ 10 ]        |
| 27 febbraio  | Angel of Mine         | Monica                                       | 4                            | [ 11 ]        |
| 6 marzo      | Angel of Mine         | Monica                                       | 4                            | [ 12 ]        |
| 13 marzo     | Believe †             | Cher                                         | 4                            | [ 13 ]        |
| 20 marzo     | Believe †             | Cher                                         | 4                            | [ 14 ]        |
| 27 marzo     | Believe †             | Cher                                         | 4                            | [ 15 ]        |
| 3 aprile     | Believe †             | Cher                                         | 4                            | [ 16 ]        |
| 10 aprile    | No Scrubs             | TLC                                          | 4                            | [ 17 ]        |
| 17 aprile    | No Scrubs             | TLC                                          | 4                            | [ 18 ]        |
| 24 aprile    | No Scrubs             | TLC                                          | 4                            | [ 19 ]        |
| 1º maggio    | No Scrubs             | TLC                                          | 4                            | [ 20 ]        |
| 8 maggio     | Livin' la vida loca   | Ricky Martin                                 | 5                            | [ 21 ]        |
| 15 maggio    | Livin' la vida loca   | Ricky Martin                                 | 5                            | [ 22 ]        |
| 22 maggio    | Livin' la vida loca   | Ricky Martin                                 | 5                            | [ 23 ]        |
| 29 maggio    | Livin' la vida loca   | Ricky Martin                                 | 5                            | [ 24 ]        |
| 5 giugno     | Livin' la vida loca   | Ricky Martin                                 | 5                            | [ 25 ]        |
| 12 giugno    | If You Had My Love    | Jennifer Lopez                               | 5                            | [ 26 ]        |
| 19 giugno    | If You Had My Love    | Jennifer Lopez                               | 5                            | [ 27 ]        |
| 26 giugno    | If You Had My Love    | Jennifer Lopez                               | 5                            | [ 28 ]        |
| 3 luglio     | If You Had My Love    | Jennifer Lopez                               | 5                            | [ 29 ]        |
| 10 luglio    | If You Had My Love    | Jennifer Lopez                               | 5                            | [ 30 ]        |
| 17 luglio    | Bills, Bills, Bills   | Destiny's Child                              | 1                            | [ 31 ]        |
| 24 luglio    | Wild Wild West        | Will Smith featuring Dru Hill & Kool Moe Dee | 1                            | [ 32 ]        |
| 31 luglio    | Genie in a Bottle     | Christina Aguilera                           | 5                            | [ 33 ]        |
| 7 agosto     | Genie in a Bottle     | Christina Aguilera                           | 5                            | [ 34 ]        |
| 14 agosto    | Genie in a Bottle     | Christina Aguilera                           | 5                            | [ 35 ]        |
| 21 agosto    | Genie in a Bottle     | Christina Aguilera                           | 5                            | [ 36 ]        |
| 28 agosto    | Genie in a Bottle     | Christina Aguilera                           | 5                            | [ 37 ] [ 38 ] |
| 4 settembre  | Bailamos              | Enrique Iglesias                             | 2                            | [ 39 ]        |
| 11 settembre | Bailamos              | Enrique Iglesias                             | 2                            | [ 40 ]        |
| 18 settembre | Unpretty              | TLC                                          | 3                            | [ 41 ]        |
| 25 settembre | Unpretty              | TLC                                          | 3                            | [ 42 ]        |
| 2 ottobre    | Unpretty              | TLC                                          | 3                            | [ 43 ]        |
| 9 ottobre    | Heartbreaker          | Mariah Carey featuring Jay-Z                 | 2                            | [ 44 ] [ 45 ] |
| 16 ottobre   | Heartbreaker          | Mariah Carey featuring Jay-Z                 | 2                            | [ 46 ]        |
| 23 ottobre   | Smooth                | Santana featuring Rob Thomas                 | 12                           | [ 47 ]        |
| 30 ottobre   | Smooth                | Santana featuring Rob Thomas                 | 12                           | [ 48 ]        |
| 6 novembre   | Smooth                | Santana featuring Rob Thomas                 | 12                           | [ 49 ]        |
| 13 novembre  | Smooth                | Santana featuring Rob Thomas                 | 12                           | [ 50 ]        |
| 20 novembre  | Smooth                | Santana featuring Rob Thomas                 | 12                           | [ 51 ]        |
| 27 novembre  | Smooth                | Santana featuring Rob Thomas                 | 12                           | [ 52 ]        |
| 4 dicembre   | Smooth                | Santana featuring Rob Thomas                 | 12                           | [ 53 ]        |
| 11 dicembre  | Smooth                | Santana featuring Rob Thomas                 | 12                           | [ 54 ]        |
| 18 dicembre  | Smooth                | Santana featuring Rob Thomas                 | 12                           | [ 55 ]        |
| 25 dicembre  | Smooth                | Santana featuring Rob Thomas                 | 12                           | [ 56 ]        |

Note:
1. ↑  Ha raggiunto il numero uno anche nel 1998.
2. ↑  Ha raggiunto il numero uno anche nel 2000.

## Top 10 Year-End 1999
Alla fine di ogni anno, Billboard pubblica una lista delle 100 canzoni che hanno avuto più successo nella Hot 100 durante l'anno di riferimento. Di seguito sono proposte le prime 10 posizioni della classifica di fine anno.
| #  | Brano                        | Artista/i                                       | Posizione massima | Fonti |
| -- | ---------------------------- | ----------------------------------------------- | ----------------- | ----- |
| 1  | Believe                      | Cher                                            | 1                 | [ 2 ] |
| 2  | No Scrubs                    | TLC                                             | 1                 | [ 2 ] |
| 3  | Angel of Mine                | Monica                                          | 1                 | [ 2 ] |
| 4  | Heartbreak Hotel             | Whitney Houston feat. Faith Evans & Kelly Price | 2                 | [ 2 ] |
| 5  | ...Baby One More Time        | Britney Spears                                  | 1                 | [ 2 ] |
| 6  | Kiss Me                      | Sixpence None the Richer                        | 2                 | [ 2 ] |
| 7  | Genie in a Bottle            | Christina Aguilera                              | 1                 | [ 2 ] |
| 8  | Every Morning                | Sugar Ray                                       | 3                 | [ 2 ] |
| 9  | Nobody's Supposed to Be Here | Deborah Cox                                     | 2                 | [ 2 ] |
| 10 | Livin' la vida loca          | Ricky Martin                                    | 1                 | [ 2 ] |